# Campionati russi di ski cross 2012
I Campionati russi di ski cross 2012 si sono svolti a Uyazy-tay il 1 aprile. Il programma ha incluso sia la gara femminile che la gara maschile. 
Trattandosi di competizioni valide anche ai fini del punteggio FIS, vi hanno partecipato anche sciatori di altre federazioni, senza che questo consentisse loro di concorrere al titolo nazionale russa.

## Risultati

### Uomini
| Pos. | Atleta            | Nazione |
| ---- | ----------------- | ------- |
| 1    | Alexandr Bondar   | Russia  |
| 2    | Ivan Anikin       | Russia  |
| 3    | Egor Korotkov     | Russia  |
| 4    | Andrey Mekhryakov | Russia  |

### Donne
| Pos. | Atleta             | Nazione |
| ---- | ------------------ | ------- |
| 1    | Yulia Livinskaya   | Russia  |
| 2    | Sofia Smirnova     | Russia  |
| 3    | Mayya Averyanova   | Russia  |
| 4    | Marija Komissarova | Russia  |